# 타클라마칸 사막

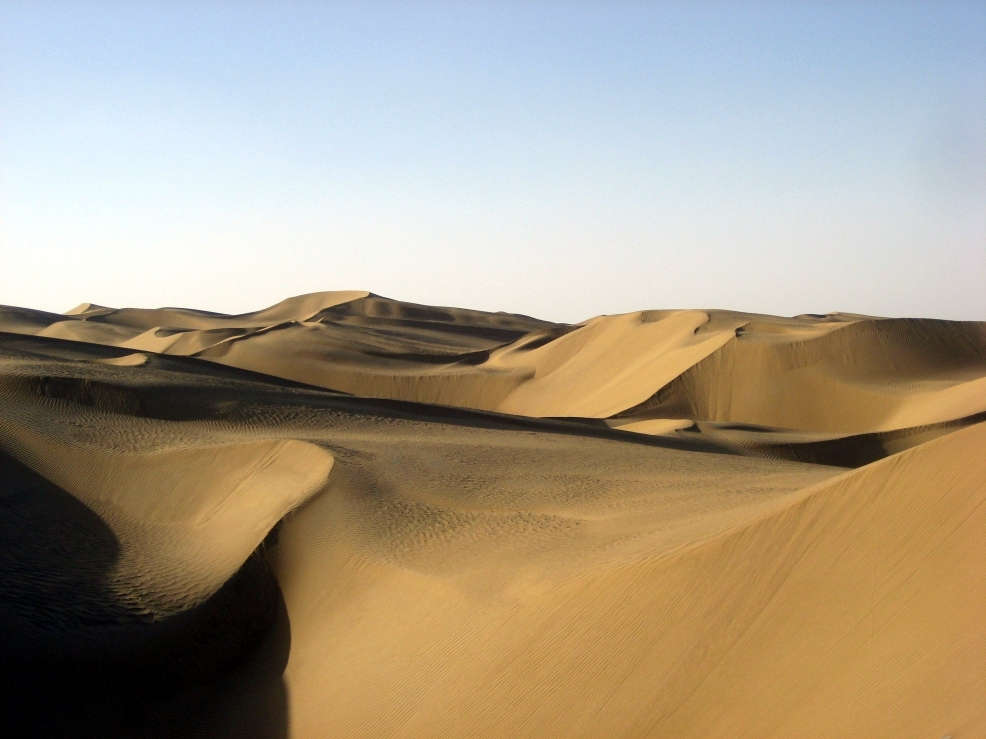
타클라마칸 사막

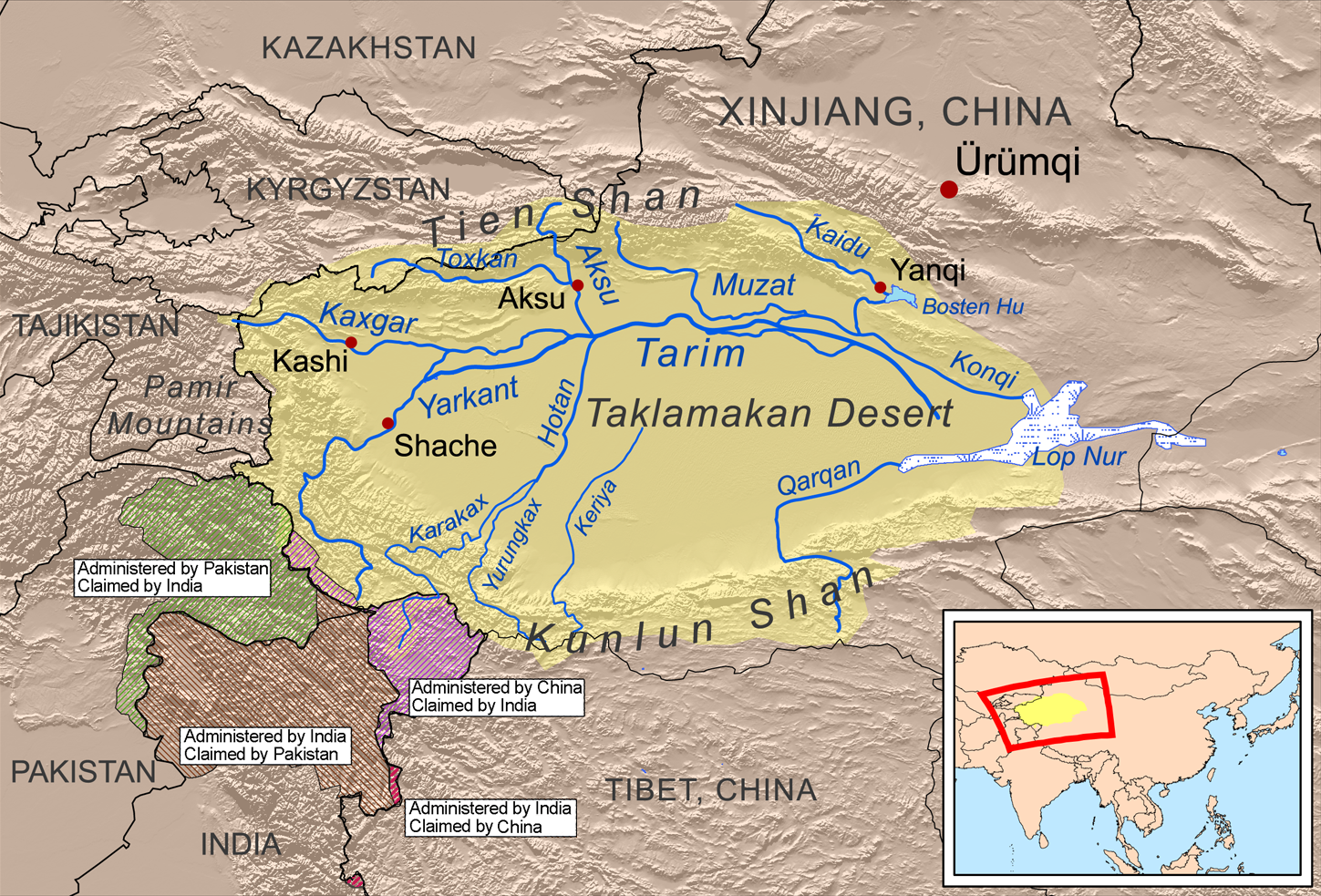
타클라마칸 사막(지도에서 "Taklamakan Desert")과 타림 분지(지도에서 "Tarim")

타클라마칸 사막(위구르어: تەكلىماكان قۇملۇقى, 영어: Taklamakan Desert) 또는 타커라마간 사막(중국어 간체자: 塔克拉玛干沙漠, 병음: Tǎkèlāmǎgān Shāmò)은 중앙아시아의 사막으로 중화인민공화국의 신장 위구르 자치구에 있으며, 이 사막 이름은 위구르어로 "들어가면 나올 수 없다."를 뜻한다. 남쪽으로는 쿤룬산맥(곤륜산 또는 곤륜산맥), 남서쪽으로는 파미르고원, 서쪽과 북쪽으로는 톈산산맥(천산 또는 천산산맥)에 의해 경계가 정해진다. 
타클라마칸 사막은 극지방을 제외한 사막 중에서 15번째의 크기이다. 면적은 270,000km2에 달하며 길이는 1,000km, 폭은 400km이다. 북부와 남부 가장자리에 비단길이 있다. 근래에는 중화인민공화국이 타림 사막 고속도로를 건설하였는데 남쪽의 허톈과 북쪽의 룬타이를 연결하였다.

## 지리
타클라마칸 사막(아래 지도에서 오른쪽 가운데에 있는 넓은 지역)은 타림 분지의 대부분을 차지하고 있다. 타클라마칸 사막과 타림 분지의 북부에는 톈산산맥이 있어 이 두 지역의 북쪽 경계를 이루고 있다. 타클라마칸 사막의 동쪽에는 비단길의 주요 거점 중 하나였던 둔황이 있다. 남쪽에는 타클라마칸 사막의 남쪽 경계를 이루는 쿤룬산맥이 있으며, 쿤룬산맥의 남쪽에 티베트고원(아래 지도에서 흰색 및 회색으로 나타나는 부분으로 쿤룬산맥은 티베트고원의 북쪽 경계를 이룬다)·카라코람산맥·히말라야산맥이 차례로 있다. 타클라마칸 사막의 남서쪽에는 파미르고원과 힌두쿠시산맥이 있다. 이들 지명들 중 카라코람산맥과 힌두쿠시산맥은 히말라야산맥의 일부이다.
|  |

위 지도에서 노란색의 선은 비단길을 나타낸다. 지도에 나타난 바와 같이 비단길은 타클라마칸 사막의 북부 경계를 통해 이어진 북쪽 비단길과 남부 경계를 통해 이어진 남쪽 비단길 두 가지가 있었다. 근래에는 중화인민공화국에서 건설한 타림 사막 고속도로는 남쪽 비단길의 허톈(위 지도에서 "호탄")과 북쪽 비단길의 룬타이현(룬타이현은 위 지도에서 "쿠를라"라고 표시된 쿠얼러시의 서쪽과 접한다)을 연결한다.

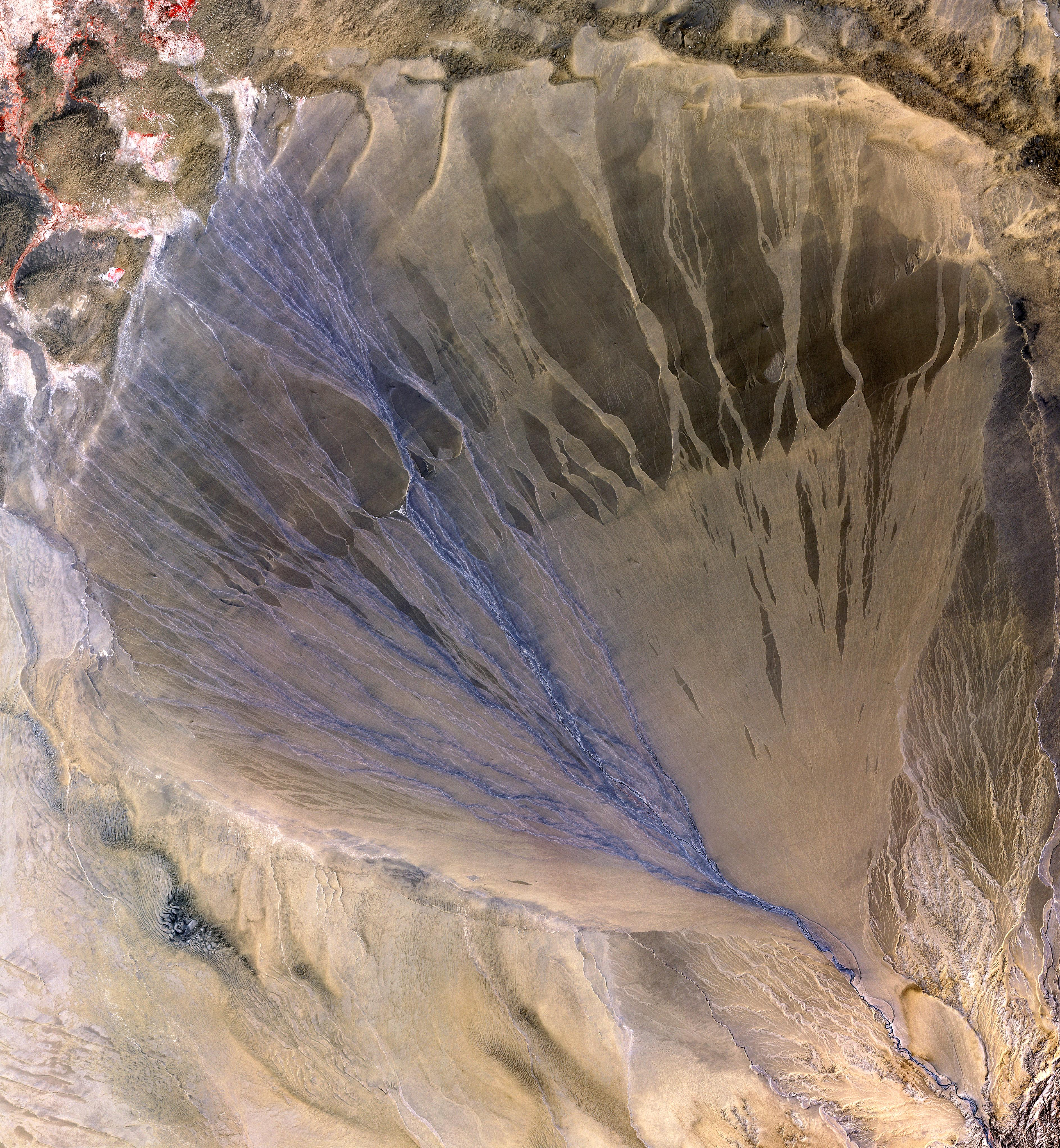
타클라마칸 사막의 남쪽 경계를 이루는 쿤룬과 알툰산맥사이의 거대한 충적 선상지, 왼쪽에 많은 작은 시내에 흐르는 물에서 푸른색이 보인다.

## 기후
타클라마칸은 비교적 추운 기후를 가지고 있다. 시베리아 기단의 영향을 받으면 때로는 영하 20 °C 이하로 떨어진다. 2008년에는 눈이 사막 전역을 덮었는데, 어떤 관측소에는 적설량이 4cm에 달하였다.
해양에서 멀리 떨어진 내륙이라서 여름 밤은 매우 춥다.

## 오아시스
물이 많지만 먹을 수 있는 물은 없어 이 사막을 건너는 것은 위험하다. 타클라마칸은 '들어가면 나올 수 없다.'라는 뜻이다. 주요 오아시스 도시는 산맥에 내린 비로부터 물이 공급되며 남쪽에는 카스, 미란, 니야, 야르칸드, 호탄(헤티안), 북쪽에는 쿠처, 투루판, 동쪽에는 룰란, 둔황이 있다.
오늘날 신강 자치주의 마린과 가오창과 같은 많은 유적 도시에는 거주자가 많지 않다. 이곳에는 지금은 사라진 인도유럽인 민족인 토하라인들이 거주하였으며. 초기 그리스, 인도와 불교의 영향을 받은 것으로 발견되었다. 나중에 타클라마칸은 투르크족이 거주하였다. 투르크와 몽골 그리고 티베트 인들에 의한 지배가 혼재하였다. 현재의 인구는 주로 위구르족으로 구성되어 있다.

## 지도
| 가잔 열도갠지스강고다바리강고비 사막나일강류큐 열도남중국해노르웨이해뉴기니섬네푸드 사막다싱안링산맥다뉴브강동시베리아해동중국해동해둥베이 · 평원랍테프해룹알할리 사막레나강마다가스카르섬마리아나 제도마르마라해말레이반도메콩강몰디브 제도몽골고원바렌츠해바이칼호바탄 제도발리섬발트해발하시호백해베링해벵골만보르네오섬북극해북해볼가강북드비나강브라마푸트라강사할린섬샤오싱안링산맥세이셸 군도소코트라섬수마트라섬술라웨시섬스리랑카섬스칸디나비아반도스타노보이산맥스프래틀리 군도시나이반도새머리싱가포르섬아나톨리아아덴만아라비아반도아라비아해아라푸라해아랄해아무르강아조프해아프리카의 뿔안다만 제도알타이산맥알류샨 열도에게해예니세이강오가사와라 제도오만만오비강오스트레일리아오호츠크해우랄강우랄산맥유프라테스강이란고원인더스강인도 아대륙인디기르카강인도양 (북부)인도차이나반도일본 열도자와섬주강장강치롄산맥카라해카라코람카스피해캄차카반도캅카스산맥캐롤라인 · 제도콜리마강쿠릴 열도쿤룬산맥크리스마스섬타이만대만타클라마칸 사막북태평양톈산산맥통킹만티그리스강티모르섬티베트고원파라셀 제도파미르페르시아만페초라강프라타스섬필리핀 제도필리핀해하이난한반도항가이산맥호르무즈홋카이도홍해화베이 · 평원황하황해흑해히말라야산맥힌두스탄 · 평원힌두쿠시class=notpageimage\| 아시아의 주요 지리 |